# Wapen van Frasnes-lez-Anvaing

Het wapen van Frasnes-lez-Anvaing (sinds 1979).

Het wapen van Frasnes-lez-Anvaing is het heraldisch wapen van de Henegouwse gemeente Frasnes-lez-Anvaing. Het wapen werd op 8 juni 1979 aan de fusiegemeente Frasnes-lez-Anvaing toegekend.

## Geschiedenis
Als nieuw gemeentewapen voor de in 1977 opgerichte fusiegemeente Frasnes-lez-Anvaing, die was ontstaan uit de gemeente Anvaing (zelf in 1932 gefusioneerd met Ellignies-lez-Frasnes), Arc-Wattripont (zelf in 1970 gefusioneerd met Arc-Ainières), Buissenal, Cordes, Dergneau, Forest, Frasnes-lez-Buissenal, Hacquegnies, Herquegies, Montrœul-au-Bois, Moustier, Œudeghien en Saint-Sauveur, werd gekozen voor het voormalige wapen van Frasnes-les-Buissenal. Dit is het wapen van de familie de Saint-Genois, die sinds 1603 heren van Frasnes, Dergneau en Buissenal waren en dit tot in de 18e eeuw.

## Blazoenering
De blazoenering van het wapen luidt:

De gueules au sautoir d'azur, bordé d'argent chargé de cinq quintefeuilles du même. L'écu sommé d'une couronne à treize perles, dont trois relevées, et tenu par deux griffons d'or, lampassés de gueules.
Van keel met schuinkruis van lazuur, omboord van zilver, beladen door vijf vijfbladeren van hetzelfde. Het schild getopt met een kroon met dertien parels, waarvan drie verheven, en als schildhouders twee griffioenen van goud.
— Koninklijk Besluit van 8 juni 1979.